# Wächterlöwe
Der Wächterlöwe (chinesisch 石獅 / 石狮, Pinyin shíshī, auch 石獅子 / 石狮子,  shíshīzi – „Steinlöwe“) ist eine beliebte Tierdarstellung in der chinesischen Kunst. Vor vielen Hauseingängen, speziell vor den Eingängen traditioneller Gebäude, sieht man oft ein Paar Wächterlöwen. Diese Wächterfiguren werden meist aus Stein, aber auch aus Eisen oder Bronze gefertigt. Daher heißt Wächterlöwe im Chinesischen wörtlich auch Steinlöwe. Sie stehen oft vor dem Zugang von öffentlichen Bauwerken und flankieren Eingangstüren von wichtigen weltlichen oder religiösen Gebäuden, wie beispielsweise Palästen, Regierungsgebäuden oder Residenzen von hohen Beamten. Sie bewachen den Eingang buddhistischer Tempelanlagen und Pagoden. Sie stehen als Schutzfiguren vor Brücken und Banken und fungieren als Grabwächter bei Grabstätten oder Mausoleen. Ein bekanntes Beispiel ist die Lugouqiao, auch „Marco-Polo-Brücke“ genannt, in der Nähe von Peking. Auf ihr stehen 501 Löwen in verschiedenen Größen und Positionen. Vor der Verbotenen Stadt in Peking steht ein Paar Wächterlöwen. Auch innerhalb von Gebäuden werden Steinlöwen aufgestellt, so zum Beispiel auf Schreibtischen, Anrichten und vor schützenswerten Räumen. Die Tradition des Wächterlöwen hat seinen Ursprung im Buddhismus und fand durch dessen Verbreitung auch Eingang in den Nachbarländern Chinas und beeinflusste ähnliche Figuren in benachbarten Regionen, wie z. B. den Komainu (japanisch 狛犬) oder Shishi (jap. 獅子) in Japan. Lokal in Okinawa auf der Ryūkyū-Inseln die als Shīsā (jap. シーサー, okinawa shiisaa) bekannte Schutzfigur.

## Geschichte
Zu Beginn der chinesischen Geschichte gab es keine Steinlöwen, da Löwen nicht in China vorkamen und daher unbekannt waren. Mit der Verbreitung des Buddhismus im 3. Jahrhundert von Indien nach China fehlten chinesischen Bildhauern reale Vorbilder für Löwen. Da sie eine gewisse Ähnlichkeit des Löwenkopfes mit dem des chinesischen Pekinesenhundes empfanden, übernahmen sie in ihren Skulpturen Elemente dieses Hundes und vermischten sie mit denen des Löwen. Der chinesische Begriff für Löwe shi (狮) ist vermutlich aus dem Persischen šer entlehnt worden, was wiederum darauf hinweist, dass der Löwe selbst nicht direkt aus Indien übernommen wurde.
Steinlöwen vor den Eingängen gab es nicht nur im Kaiserpalast, sondern auch vor den Häusern höhergestellter Persönlichkeiten. Dabei zeigt die Anzahl der Locken, aus denen die Mähne des Löwen besteht, ihren Rang an. Die Löwen der Beamten höchsten Ranges hatten 13 Locken und mit jedem Grad, den der Rang des Beamten sank, sank auch die Anzahl der Locken. Beamten unter dem siebten Grad durften jedoch gar keine Löwen vor ihren Häusern aufstellen.

## Symbolik
Fungieren die Löwen paarweise als Wächter, ist der rechte Löwe männlich und hält unter seiner rechten Pranke einen Ball (绣球,  xiùqiú – „wörtlich „bestickter Ball“, sinngemäß „bestickter Ball mit Glückssymbolen versiert““). Der Löwe auf der linken Seite ist weiblich und hält unter der linken Pranke ein Löwenjunges. Der Löwe steht für Kraft und Macht. Der Ball (Xiuqiu), ursprünglich eine Perle, des männlichen Löwen symbolisiert die Einheit und Kraft des Reiches. Die Löwin mit dem Jungtier steht für das Gedeihen der Nachkommen, Wachstum und Wohlbefinden. Löwen sollen die Macht und Kraft haben, schlechte Einflüsse jeglicher Art fernzuhalten.

Steinlöwe – Details
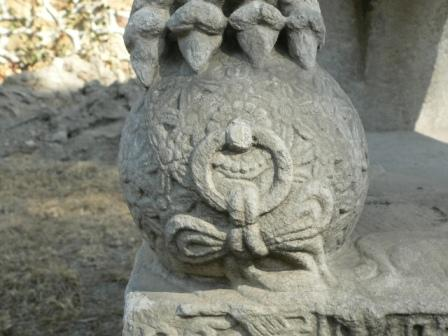
Rechte Pranke – Ball mit Verzierung (Xiuqiu), 2005
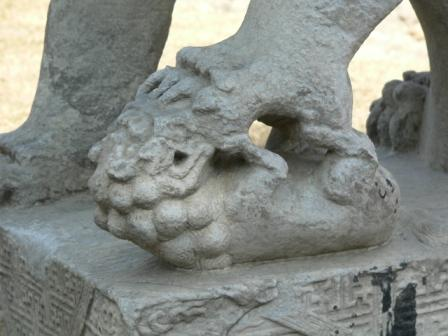
Linke Pranke – Spiel mit Junglöwe, 2005
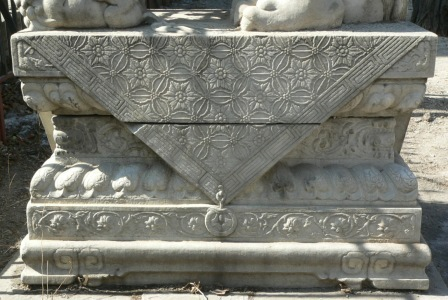
Meru-Sockel (须弥座,  Xūmízuò) der Steinlöwe
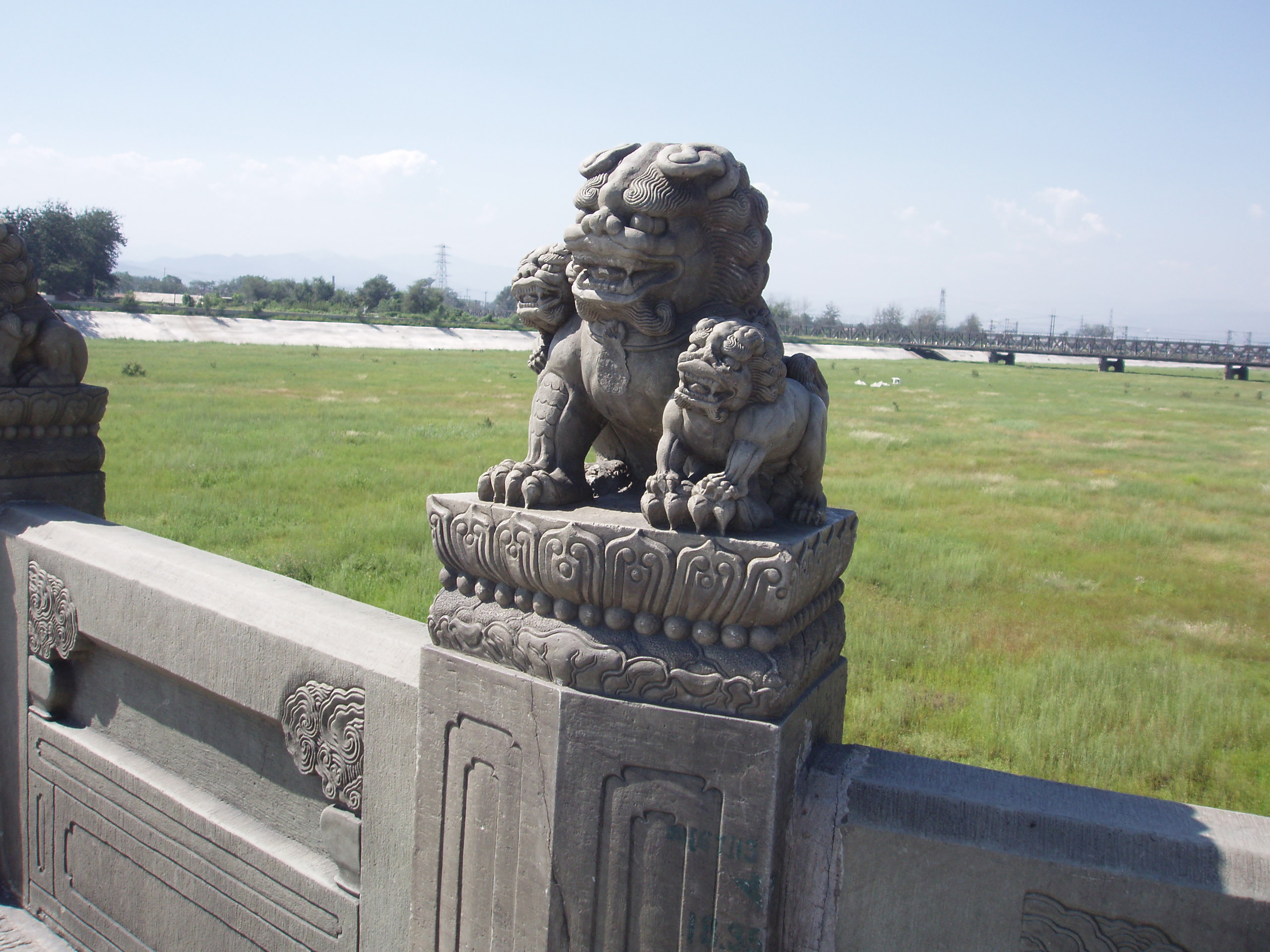
Wächterlöwe auf der Marco-Polo-Brücke, 2005

## Trivia
In der chinesischen Provinz Fujian gibt es die kreisfreie Stadt Shishi, die wörtlich „Steinlöwen-Stadt“ bedeutet.